# Munición trazadora

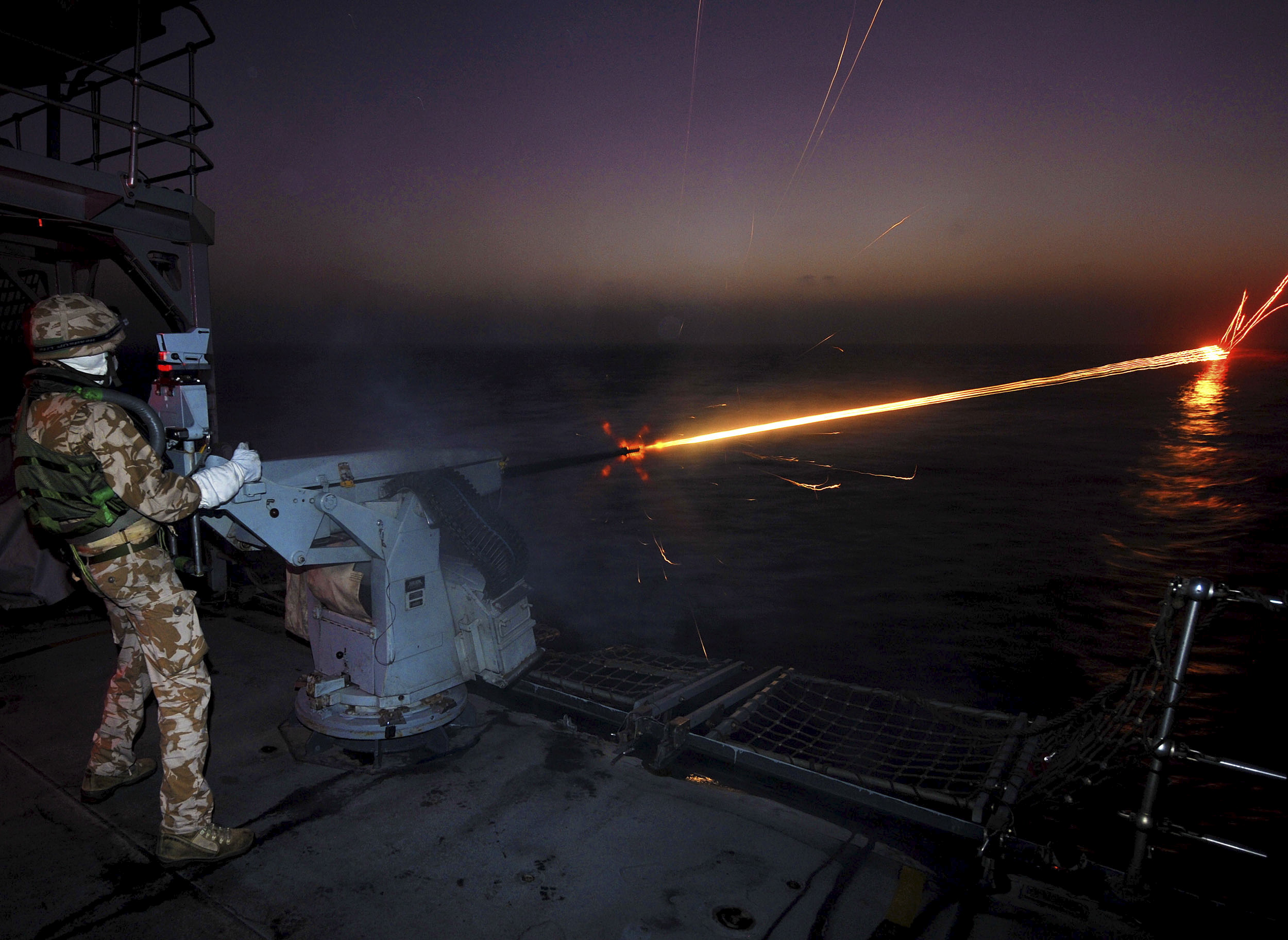
Trazadoras disparadas por un cañón de 20 mm desde el HMS Cornwall (F99).

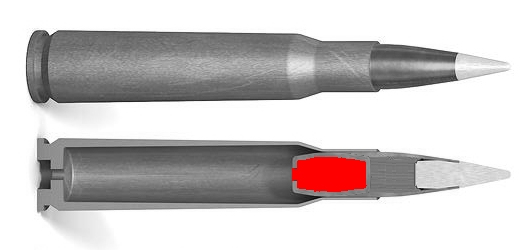
Sección de un cartucho con bala trazadora. La zona roja es la carga de material pirotécnico.

La munición trazadora (trazadoras o trazadores) es un tipo especial de bala, modificada para aceptar una pequeña carga pirotécnica en su base. Esta se enciende al ser disparada, ardiendo intensamente y haciendo el proyectil visible para el ojo humano, lo que permite al tirador seguir la trayectoria de la bala hacia el objetivo y realizar correcciones en su precisión y puntería.
Las balas de este tipo suelen estar formadas por un encamisado de cuproníquel y un núcleo de plomo con una cavidad en su base, en la que se aloja una sustancia compuesta por dos cargas: una iniciadora, compuesta de fósforo o silicio, y otra que produce la luminosidad, con un contenido de nitrato de estroncio o fósforo. Una vez producido el disparo, el fuego de la pólvora entra en contacto con la composición iniciadora, y esta con la sustancia luminiscente, marcando el recorrido del proyectil hacia su objetivo.
Existen diferentes tipos de balas trazadoras. Algunas no empiezan a dejar la estela hasta transcurrido un cierto espacio (50 a 100 metros, según el modelo), para que el enemigo no pueda localizar el lugar desde donde se ha disparado. Otras dejan una estela de humo, más visible durante el día. Y para operaciones especiales, las hay que dejan una estela visible solamente con visores nocturnos o de infrarrojos.
Las trazadoras están intercaladas, comúnmente, a cada 4 o 6 cartuchos de munición ordinaria. El líder de pelotón suele cargar completamente su cargador con munición trazadora, para designar los objetivos a sus hombres. Para distinguirlas del resto de cartuchos, las balas trazadoras suelen ir pintadas en la punta de color rojo, verde u otro, dependiendo del país de utilización.
Para quienes se encuentran en la trayectoria final de la munición trazadora, hay un efecto de ilusión óptica bien conocido, por el cual los proyectiles parecen viajar muy lentamente, pero mientras se aproximan, aumentan su velocidad considerablemente.